# Autumn Peltier
Pour les articles homonymes, voir Peltier.
Autumn Peltier (née le 27 septembre 2004, à Wiikwemkoong sur l'Île Manitoulin en Ontario au Canada) est une militante pour le droit à l'eau. Elle est membre de la Première Nation de Wiikwemkoong.

## Biographie
Autumn Peltier est la petite-nièce de Josephine Mandamin, également militante pour le droit à l'eau. Elle commence à militer à son tour à l'âge de sept ans lors d'une visite à Serpent River où la communauté n'avait pas accès à de l'eau potable, celle disponible dans la réserve étant considérée toxique. Elle déclare à la CBC News Network en 2017 que c'est son devoir comme autochtone de défendre ce droit. En 2015, elle participe à la conférence des enfants pour le climat en Suède. En 2017, elle est nommée pour le Prix international de la paix pour les enfants. En 2018, elle fait une adresse à l'ONU à l'âge de 13 ans où elle appelle à se révolter face à la pollution des sources d'eau potable et aux dommages faits à l'environnement par l'être humain.
En mai 2019, elle est nommée commissaire à l'eau pour la première nation Anichinabés,. Cette même année, elle est de nouveau nommée pour le Prix international de la paix pour les enfants. Elle est invitée pour s'adresser une seconde fois l'ONU en septembre 2019 dans une session qui inclut une autre adolescente militant pour l'environnement : Greta Thunberg.